# 布鲁赫萨尔车站
布鲁赫萨尔车站（德語：Bahnhof Bruchsal）是德国城市布鲁赫萨尔的轨道交通中心，在德国铁路车站分级中被德铁车站及服务归类为二等车站。